# Brent Scowcroft
Brent Scowcroft (ur. 19 marca 1925 w Ogden, zm. 6 sierpnia 2020 w Falls Church) – amerykański wojskowy i politolog, generał porucznik Sił Powietrznych Stanów Zjednoczonych, ekspert w dziedzinie stosunków międzynarodowych, doradca ds. bezpieczeństwa narodowego w administracjach prezydentów USA Geralda Forda oraz George’a H.W. Busha. Był również doradcą prezydenta Richarda Nixona. W czasie pierwszej kadencji prezydenta George’a W. Busha (2001-2005) przewodniczył Prezydenckiej Radzie ds. Wywiadu.

## Życiorys

### Młodość i wykształcenie
Urodził się 19 marca 1925 roku w Ogden w stanie Utah. Został wychowany w tradycji mormońskiej i identyfikował się jako członek Kościoła Jezusa Chrystusa Świętych w Dniach Ostatnich (LDS).
W 1947 roku uzyskał dyplom Amerykańskiej Akademii Wojskowej w West Point i został wcielony do Sił Powietrznych Stanów Zjednoczonych. W 1953 nadano mu tytuł magistra (Master of Arts), a w 1967 stopień doktora (PhD) stosunków międzynarodowych na Columbia University.

### Kariera wojskowa
Po ukończeniu kursu pilota Sił Powietrznych, w latach 1948-1953 zajmował kilka stanowisk operacyjnych oraz administracyjnych. W ciągu 29 lat swojej kariery wojskowej pełnił wiele wysokich rangą funkcji, m.in. asystenta dyrektora w Kolegium Połączonych Szefów Sztabów, w Departamencie Obrony, wykładowcy na akademiach wojskowych, a także doradcy prezydenta Richarda Nixona ds. zagranicznych oraz wojskowych. W 1974 roku awansował do stopnia generała porucznika (ang. lieutenant general), rok później przeszedł w stan spoczynku.

### Kariera polityczna
Był wieloletnim współpracownikiem Henry’ego Kissingera, asystował mu w czasie pracy w administracji Nixona, a także pełnił funkcję wiceprzewodniczącego w jego międzynarodowej firmie doradczej Kissinger Associates Inc. (w latach 1982-1989). 3 listopada 1975 roku zastąpił Kissingera na stanowisku doradcy ds. bezpieczeństwa narodowego przy prezydencie Geraldzie Fordzie. 20 stycznia 1977 roku wraz z rozpoczęciem prezydentury Jimmy’ego Cartera następcą Scowcrofta został Zbigniew Brzeziński.
W latach 1989-1993 pełnił funkcję doradcy ds. bezpieczeństwa narodowego w administracji George’a H.W. Busha (jest pierwszą osobą w historii nominowaną na to stanowisko przez dwóch różnych prezydentów), w czasie jego urzędowania Stany Zjednoczone dokonały inwazji na Panamę oraz prowadziły działania zbrojne w I wojnie w Zatoce Perskiej, z kolei w Europie miały miejsce tzw. Jesień Ludów, symboliczne zburzenie muru berlińskiego i ostatecznie upadek Związku Radzieckiego. W 1991 Scowcroft został odznaczony Prezydenckim Medalem Wolności (najwyższym odznaczeniem cywilnym w USA).

#### Działalność po 1993
W czasie pierwszej kadencji prezydenta George’a W. Busha (2001-2005) przewodniczył Prezydenckiej Radzie ds. Wywiadu. Poparł inwazję na Afganistan w 2001 jako „bezpośrednią odpowiedź” na terroryzm. Był jednak głównym, wśród członków Partii Republikańskiej, krytykiem amerykańskiej polityki zagranicznej wobec reżimu Saddama Husajna w Iraku. Publicznie skrytykował decyzję o interwencji w Iraku w 2003 roku, mimo to, jak stwierdził, wciąż pozostawał „sympatykiem” administracji Busha Jr. Następnie sprzeciwiał się również zbyt pochopnemu wycofaniu wojsk z Iraku – przed ustanowieniem w tym kraju stabilnej władzy – uważając taki ruch za potencjalnie katastrofalny w skutkach dla regionu jak i poza nim..

Wraz z byłym prezydentem George’em H.W. Bushem jest autorem książki A World Transformed opisującej ich wspomnienia związane z pracą w Białym Domu w okresie zakończenia zimnej wojny. Wyjaśniają w niej również, dlaczego w 1991 nie zdecydowali się na zdobycie Bagdadu: 

Gdybyśmy poszli drogą inwazji, Stany Zjednoczone przypuszczalnie wciąż (w 1998 – red.)  byłyby okupantem w szczególnie wrogim kraju.

W 2008 roku drukiem ukazał się zapis dyskusji Brenta Scowcrofta i Zbigniewa Brzezińskiego, moderowanej przez dziennikarza Davida Ignatiusa, pt. America and the World: Conversations on the Future of American Foreign Policy, nt. przyszłości amerykańskiej polityki zagranicznej.

## Odznaczenia
- Medal Departamentu Obrony za Wybitną Służbę Publiczną (2016)[7]